# Jules Camus
Pour les articles homonymes, voir Camus.
Jules Camus, connu aussi sous le prénom italien Giulio, né le 1er juin 1847 à Magny-en-Vexin en France et mort le 25 janvier 1917 à Turin en Italie, est un professeur de langues et un botaniste autodidacte français.

## Biographie
Né le 1er juin 1847 à Magny-en-Vexin, Jules Camus commence ses études dans sa ville natale, puis les poursuit à Paris au Lycée Louis-le-Grand, avant d'effectuer des séjours en Angleterre, en Allemagne et en Russie pour améliorer ses connaissances en langues. En 1873, il s'installe en Italie où il travaille comme précepteur dans plusieurs familles et se lie avec Ottone Penzig (it), alors assistant de Pier Andrea Saccardo, et commence à s'intéresser à la botanique. En 1881, il est nommé professeur de français à l'École militaire de Modène, puis chargé d'un cours de langues et de littératures comparées à l'École de guerre de Turin ; parallèlement, il travaille avec Penzig et contribue à son traité de tératologie végétale,.